# Ркс-энерго
Общество с ограниченной ответственностью «РКС-энерго» — гарантирующий поставщик электроэнергии на территории Ленинградской области. В состав компании входят 16 районных отделений, в настоящее время «РКС-энерго» обеспечивает электроэнергией более 800 000 человек и свыше 8000 юридических лиц. Входит в «ТОП-250 крупнейший предприятий Северо-Запада России» по объему реализации продукции. В настоящее время компания занимает 161 место в списке.

## Руководство
Генеральный директор — Борошнин Александр Леонидович

## Расположение
Центральный офис компании расположен в Санкт-Петербурге.
Дополнительные офисы компании расположены в 37 населенных пунктах Ленинградской области.

## Направления деятельности
ООО «РКС-энерго» обеспечивает электроэнергией потребителей в Ленинградской области